# Funiculaire du Perce Neige
Funiculaire du Perce Neige in Tignes, Frankrijk is een geheel ondergrondse kabelspoorweg in het skigebied Espace Killy. Deze funiculaire wordt ook wel aangeduid als Funiculaire Grande Motte naar de gelijknamige berg.
De Perce Neige brengt de wintersporter vanuit het dorp Tignes (het hoogste deel Val Claret) naar het zomerskigebied. Het bergstation van de funiculaire sluit tevens aan op de kabelbaan Grande Motte, het hoogste punt van Tignes dat per lift bereikbaar is.
Bijzonderheid is dat er geen contrakabel is: er is alleen een trekkende kabel.
De dubbele kabelspoorlijn werd geopend op 15 juni 1989 en is zowel in de zomer als in de winter geopend.
| Technische gegevens     | Technische gegevens                           |
| ----------------------- | --------------------------------------------- |
| Aantal treinen          | 2                                             |
| Wagons per trein        | 2                                             |
| Hoogte dalstation       | 2100 m                                        |
| Hoogte bergstation      | 3032 m                                        |
| Hoogteverschil          | 932 m                                         |
| Lengte traject          | 3484 m                                        |
| Snelheid                | 12 m/s                                        |
| Spoorbreedte            | 1,2 m                                         |
| Diameter trekkabel      | 52 mm                                         |
| Tijdsduur rit           | 6 minuten                                     |
| Bouwer                  | Von Roll                                      |
| Maximale stijging       | 30%                                           |
| Minimale stijging       | 18%                                           |
| Capaciteit              | 3000 personen/uur                             |
| Capaciteit trein        | 334 passagiers + 1 conducteur (167 per wagon) |
| Kleinste tunneldiameter | 3,9 m                                         |
| Aandrijving             | 3 motoren, samen 2900 kW                      |
| Locatie                 | bergstation                                   |
| Merk                    | Sicme motori                                  |
| Lengte dubbele buis     | 203 m (inhaalstuk)                            |
| Massa trein             | 32 ton leeg, 58,8 maximaal                    |

## Bron
- Funiculaire 334 Remontees-mecaniques.net